# Veena Sud
Veena Cabreros-Sud, pronunciado "Sood", (Toronto, 25 de junio de 1967) es una escritora, directora y productora de televisión estadounidense nacida en Canadá, conocida por desarrollar el drama televisivo estadounidense The Killing, que se basa en la serie danesa  Forbrydelsen (The Crime).

## Trayectoria
Sud nació en Toronto de Mohendra Sud, un médico nació en India, y Jessica Cabreros, una enfermera nacida y criada en Fiilipinas. Creció en Indian Hill, Ohio, un suburbio cerca de Cincinnati, Ohio. Se graduó de la Cincinnati Country Day School y asistió al Barnard College donde estudió ciencias políticas y estudios de la mujer y se desempeñó como senadora universitaria.
Después de graduarse de Barnard, pasó varios años trabajando como periodista en Pacifica Radio y en el grupo de vigilancia de medios Fairness and Accuracy in Reporting. Cuando ella tenía 28, se inscribió en la Universidad de Nueva York escuela de cine y recibió una Maestría en Bellas Artes grado del programa de Cine y Televisión de la Universidad de Nueva York.
Después de la graduación, Sud dirigía MTV 's The Real World antes de trasladarse a Los Ángeles, donde fue contratado como escritor episodio de la corta vida de la serie de televisión 2002 Push, Nevada. Poco después, fue contratada como escritor para el drama policial de CBS Cold Case. Después de tres temporadas, fue ascendida a productora ejecutiva, un papel que desempeñó durante la cuarta y quinta temporadas del programa. 
Sud pasó a desarrollar The Killing, un drama criminal basado en una popular serie danesa. La serie le valió una nominación al Emmy y una nominación al premio del Sindicato de Guionista de Estados Unidos. 
En 2018, Sud desarrolló la serie limitada Seven Seconds, un drama criminal de Netflix inspirado en el movimiento Black Lives Matter, protagonizado por Regina King. El mismo año, Regina King ganó el Emmy como actriz principal en una serie limitada por su actuación en Seven Seconds.
En 2020, Sud desarrolló The Stranger, una serie web de terror de Quibi sobre un conductor de viaje compartido sin pretensiones que está aterrorizado por su pasajero sociópata.
Sud fue anteriormente el director de marketing y distribución de Third World Newsreel, que se especializa en películas de y sobre personas de color.

## Filmografía
- The Stranger (2020) (guionista, directora, productora ejecutiva)
- The Lie (2018) (guionista, directora)
- Seven Seconds (2018) (guionista, productora ejecutiva)
- The Salton Sea (2016 film) (guionista, directora, productora)
- The Killing (2011–2014) (guionista, productora ejecutiva)
- Cold Case (2003–2008) (guionista, directora, productora ejecutiva)
- Push, Nevada (2002) (guionista de episodio)
- Sorority Life (2002) (directora en la 3.ª temporada)
- The Real World (2001) (episode director)
- I Stop Writing The Poem (2000) (directora)
- One Night (2000) (directora)
- The Appointment (1999) (sound mixer)
- Stretchmark (1996) (guionista, directora, actriz)

## Premios

### One Night
- Ganadora el Certificado de Mérito en Cine y Video del Festival Internacional de Cine de San Francisco - Narrativa corta

### The Killing
- Nominada al premio Emmy a la mejor escritura de una serie dramática[10]
- Nominada al premio del Sindicato de Guionista de Estados Unidos por nueva serie[11]

### Seven Seconds
- Ganó el premio Black Reel por Mejor Película para Televisión o Serie Limitada
- Ganó el premio Black Reel por mejor guion, película para televisión o miniserie con Shalisha Francis